# 弘安徳政
弘安徳政（こうあん（の）とくせい）とは、弘安7年（1284年）の執権北条時宗の死去から翌年の霜月騒動にかけての約1年半の間に鎌倉幕府で実施された幕政改革のこと。ただし、同時期に治天の君である亀山上皇の下で行われた朝廷改革も同様に称される場合もある。

## 概要
元寇という対外的危機を経験した鎌倉幕府が政治的基盤の強化を目指して行った改革であったが、弘安7年4月4日（1284年4月20日）の時宗の急死を受けて外戚の安達泰盛が時宗の遺児である貞時を擁して改革の主導的立場に就いた。更に将軍源惟康（惟康親王）に対しても影響を与えうる立場にあったとされている。
時宗の死から75日目の弘安7年5月20日（1284年7月4日）に「（弘安）新式目」と称される38か条の追加法が制定されたのをはじめ、4月の貞時の得宗継承から7月の貞時の執権就任までに100か条余りの追加法が制定された。
一連の追加法は大きく分けると以下の要素から構成されている。
1. 一宮・国分寺興行令－寺社興行法の一環で、国衙の管轄下にあった諸国の国分寺・一宮を守護の保護下に置く。
2. 関東御領興行令－鎌倉幕府の経済的基盤である関東御領の保護および御家人統制。
3. 悪党禁圧令－悪党に対する徹底的な取締の励行
4. 流通経済統制令－河手・津料・沽酒・押買の禁止を行い、幕府による交通・流通への関与を強める。
5. 鎮西神領興行回復令－流出した鎮西（九州）の神社の社領を無償で回復するとともに、甲乙人への売買を禁ずる。
6. 鎮西名主職安堵令－所領安堵が曖昧な形になっていた九州の名主に対する安堵の下文を発給する。
7. 引付興行令－引付衆・奉行人の粛清と引付勘禄（判決原案）を引付衆の責任において一本化し、従来その一本化を行ってきた評定衆はその可否を論じることとした。
8. 倹約令－御家人などに対する倹約の強化。
9. 田文調進令－日本全国の寺社領・国衙領・荘園・関東御領の田数・領主を注進させ、大田文などの台帳を作成させる。
10. 所領無償回復令－条文が現存しないために詳細は不明であるが、永仁の徳政令の先例をなす法令であったとする説がある。

とりわけ、積極的な神仏興行や元寇を通じて初めて鎌倉幕府の影響が及ぶようになった九州の本所一円地の名主・武士に安堵を与えて御家人に編入しようとするなど、東国に偏在しがちであった鎌倉幕府の政治権力を日本全国に拡大する意図があったと考えられている。また、六波羅探題や鎮西談議所（後の鎮西探題）の権限強化も図られている。
だが、改革に対する幕府内外の反発が根強く、弘安7年の段階で既に方針の修正が迫られ、翌8年の段階では追加法の発布もなくなって改革は事実上の破綻状態を来したまま、同年11月17日（1285年12月14日）の霜月騒動による安達泰盛の滅亡とともに終焉を迎えた。
なお、弘安徳政の位置づけについては、安達泰盛が得宗権力を背景とする平頼綱との対立から得宗権力の抑制を図ったとする見方と、反対に安達泰盛が甥である貞時の後見人としての立場から得宗権力の強化を図ったとする見方とがある。
その後も鎌倉幕府権力の拡大が目指されるが、改革派と守旧派の間で次第に政治そのものの停滞を迎え、鎌倉幕府崩壊の遠因となった。